# Tate Ellington
Pour les articles homonymes, voir Ellington.
James Tate Ellington, dit Tate Ellington, né le 17 avril 1979 originaire de Madison, dans le Mississippi, aux États-Unis, est un acteur américain.
Il est surtout connu pour son rôle de l'agent du FBI Simon Asher dans la série d'ABC Quantico.

## Biographie
Il est le fils de Deborah (née Cochran) et de James R. Ellington qui possède une société de construction résidentielle. Il a été au lycée privé Madison-Ridgeland Academy à Madison, où il obtient son diplôme en 1997.

### Vie privée
Il est marié depuis le 20 mai 2012 avec la directrice de casting Chrissy Fiorilli.

## Carrière
Il fait ses premiers pas au cinéma en 2005 dans You Are Alone de Gorman Bechard. L'année suivante, il joue dans The Elephant King de Seth Grossman.
On le retrouve en 2008 dans le film d'horreur Red de Trygve Allister Diesen et Lucky McKee, où il tient un petit rôle.
Il débute à la télévision en 2009 dans le téléfilm L'Honneur d'un Marine de Ross Katz avec Kevin Bacon et les séries The Unusuals et Rescue Me : Les Héros du 11 septembre. Au cinéma, il est présent dans les films Mytho-Man de Ricky Gervais et Matthew Robinson, Breaking Upwards de Daryl Wein (en) et Red Hook d'Elizabeth Lucas.
En 2010, il joue le rôle d'Aidan Hall, le meilleur ami de Tyler Hawkins (Robert Pattinson) dans le film Remember Me et apparaît lors d'un épisode de The Good Wife.
En 2012, il apparaît dans The Kitchen d' Ishai Setton et les séries Don't Trust the B---- in Apartment 23, The Gladeset Wolfpack of Reseda. Deux ans plus tard, il est présent uniquement à la télévision dans NCIS : Los Angeles, Bad Teacher, The Walking Dead, Castle, Parenthood et The Britishes.
En 2015, il tourne aux côtés de Tim Roth dans Chronic de Michel Franco, ainsi que les films NWA : Straight Outta Compton de F. Gary Gray et Sinister 2 de Ciaran Foy. Sur le petit écran, il apparaît dans The Mindy Project, The Big Bang Theory, Hot in Cleveland, Aquarius : The Summer of Love et décroche un rôle plus important dans Quantico, jusqu'à l'année suivante.
En 2017, il est présent dans un épisode The Brave et dans le film d'horreur Belzebuth d'Emilio Portes. L'année suivante, il tourne dans les films The Endless de Justin Benson et Aaron Moorhead et Wanderland de Josh Klausner et est présent dans un épisode de The Resident.
En 2019, il joue dans The Affair, Unbelievable et L'arme fatale et le film Tone-Deaf de Richard Bates Jr.
En 2020, il tourne dans Lincoln : À la poursuite du Bone Collector et le film A Patient Man de Kevin Ward.

## Filmographie

### Cinéma

#### Longs métrages
- 2005 : You Are Alone de Gorman Bechard : Mike
- 2006 : The Elephant Kingde Seth Grossman : Oliver Hunt
- 2008 : Red de Trygve Allister Diesen et Lucky McKee : Un homme au magasin d'armes
- 2009 : Mytho-Man (The Invention of Lying) de Ricky Gervais et Matthew Robinson : Un serveur
- 2009 : Breaking Upwards de Daryl Wein (en) : Brian
- 2009 : Red Hook d'Elizabeth Lucas : Gavin
- 2010 : Remember Me d'Allen Coulter : Aidan Hall
- 2011 : Northeast de Gregory Kohn : Patrick
- 2011 : Silver Tongues de Simon Arthur : Alex
- 2012 : The Kitchen d' Ishai Setton : Kenny
- 2015 : NWA : Straight Outta Compton (Straight Outta Compton) de F. Gary Gray : Bryan Turner
- 2015 : Sinister 2de Ciaran Foy : Dr Stomberg
- 2015 : Chronic de Michel Franco : Greg
- 2017 : Belzebuth d'Emilio Portes : Ivan Franco
- 2018 : The Endless de Justin Benson et Aaron Moorhead : Hal
- 2018 : Wanderland de Josh Klausner : Alex
- 2019 : Tone-Deaf de Richard Bates Jr. : Aaron Clarke
- 2020 : A Patient Man de Kevin Ward : James
- 2023 : Qui a tué Maggie Moore(s) ? (Maggie Moore(s)) de John Slattery : Duane Rich

#### Courts métrages
- 2004 : Ariana de Michael Sandoval et Shashi Balooja : Karl
- 2004 : Lower East Side de Cecilio Caparrini
- 2017 : Lost in Sound d'Adam Neustadter
- 2019 : A Gray One de Matt Enlow : John
- 2019 : Consent, a Short Comedy About a Serious Subject de Kimmy Gatewood : Bill

### Télévision

#### Séries télévisées
- 2009 : The Unusuals : Mark Stanwood
- 2009 : Rescue Me : Les Héros du 11 septembre (Rescue Me) : Saul
- 2010 : The Good Wife : Tim Willens
- 2012 : Don't Trust the B---- in Apartment 23 : Steven
- 2012 : The Glades: Richard Oberman
- 2012 : Wolfpack of Reseda : Ben March
- 2013 : Psych : Enquêteur malgré lui (Psych) : Patrick Hess
- 2014 : NCIS : Los Angeles : Ira Wells
- 2014 : Bad Teacher : Jerry
- 2014 : The Walking Dead : Alex
- 2014 : Castle : Henry Wright
- 2014 : Parenthood : Griffin
- 2014 : The Britishes : Max
- 2015 : The Mindy Project : Rob Gurglar
- 2015 : The Big Bang Theory : Mitchell
- 2015 : Hot in Cleveland : Kameron (voix)
- 2015 : Aquarius : The Summer of Love : Martin
- 2015 - 2016 : Quantico : Simon Asher
- 2016 : Shameless : Chad
- 2016 : Blacklist (The Blacklist) : Miles McGrath
- 2016 : Rosewood : Troy Randolf
- 2016 - 2017 : Adam Ruins Everything : Un ingénieur / Vermont Lawmaker
- 2017 : The Brave : Noah Morgenthau
- 2018 : The Resident : Jason Thoms
- 2019 : The Affair : Dashiell
- 2019 : Unbelievable : Stephen Graham
- 2019 : L'arme fatale (Lethal Weapon) : Daryl
- 2020 : Lincoln : À la poursuite du Bone Collector (Lincoln Rhyme : Hunt for the Bone Collector) : Felix

#### Téléfilms
- 2009 : L'Honneur d'un Marine (Taking Chance) de Ross Katz : A.V Scott
- 2012 : Boyfred de Blake Silver : Fred
- 2015 : Ellen More or Less de Peyton Reed : Brian